# Václav Procházka
Václav Procházka (* 8. Mai 1984 in Rokycany) ist ein tschechischer Fußballspieler.

## Karriere

### Vereine
Procházka begann seine Profikarriere 2002 bei Viktoria Pilsen und spielte hier bis zum Sommer 2007. In dieser Zeit wurde er für ein halbes Jahr an 1. FC Slovácko ausgeliehen. 2007 zog er dann zu FK Mladá Boleslav weiter und kehrte 2012 zu Viktoria Pilsen zurück.
Zur Rückrunde der Saison 2015/16 wechselte er in die türkischen Süper Lig zu Osmanlıspor FK.

### Nationalmannschaft
Procházka startete seine Nationalmannschaftskarriere 2004 mit einem Einsatz für die tschechische U-21-Nationalmannschaft.
Im August 2013 debütierte er während eines Testspiels gegen Ungarn für die tschechische A-Nationalmannschaft.